# Trichotowithius abyssinicus
Trichotowithius abyssinicus es una especie de arácnido del orden Pseudoscorpionida de la familia Withiidae.

## Distribución geográfica
Se encuentra en Etiopía.